# کرل کرل
کرل کرل (به انگلیسی: Curl Curl) یک حومه شهر در استرالیا است که در نیو ساوت ولز واقع شده‌است.